# Цефдиторен
Цефдиротен (англ. Cefditoren, лат. Cefditorenum) — антибіотик з групи цефалоспоринів ІІІ покоління для перорального застосування. Цефдиторен уперше синтезований у лабораторії японської компанії «Meiji Seika», та запатентований у 1984 році. Клінічні дослідження препарату розпочались у 1987 році, а з 1994 року застосовується в клінічній практиці в Японії.

## Фармакологічні властивості
Цефдиротен — антибіотик широкого спектра дії, що належить до групи цефалоспоринів ІІІ покоління. Як і інші β-лактамні антибіотики діє бактерицидно. Механізм дії препарату полягає у порушенні синтезу клітинної стінки бактерій. Препарат є активним проти наступних мікроорганізмів: грампозитивні мікроорганізми — стрептококи та метицилінчутливі стафілококи, як ті, що продукують, так і ті, що не продукують пеніциліназу, Clostridium perfringens, Peptostreptococcus spp; грамнегативні — Haemophilus influenzae, Moraxella catarrhalis. Стійкими до препарату є Enterococcus spp., Enterobacter spp., Pseudomonas spp., Bacteroides fragilis, Clostridium difficile метицилінрезистентні штами стафілококів, хламідії, мікоплазми, туберкульозна паличка. За ефективністю цефдиротен переважає більшість інших антибіотиків щодо ефективності до Moraxella catarrhalis, Streptococcus pyogenes та пеніцилін-резистентних штамів Streptococcus pneumoniae.

### Фармакокінетика
Цефдиротен після перорального прийому у вигляді цефдиротену півоксилу швидко всмоктується, біодоступність препарату складає 14—16 % у зв'язку із ефектом першого проходження через печінку, підвищуючись при вживанні разом із жирною їжею. Максимальна концентрація цефдиротену в крові досягається протягом 2,5 годин після прийому препарату. Препарат добре проникає у більшість тканин та рідин організму. Препарат добре (на 88 %) зв'язується з білками плазми крові. Цефдиротен не проникає через гематоенцефалічний бар'єр, проникає через плацентарний бар'єр, даних за виділення препарату в грудне молоко людини немає. Цефдиторен після гідролізації півоксилу практично не метаболізується, виводиться з організму із сечею переважно в незміненому вигляді. Період напіввиведення препарату в середньому становить 1,5 годин.

## Показання
Цефдиротен застосовується у випадку інфекцій, викликаних чутливими до препарату збудниками, зокрема: інфекціях ЛОР-органів (синуситах, тонзилітах, фарингіті); інфекціях нижніх дихальних шляхів (гострому та хронічному бронхіті, пневмонії); неускладнених інфекціях шкіри та м'яких тканин.

## Побічна дія
При застосуванні цефдиротену найчастішими побічними ефектами є діарея, вагініт, нудота, біль у животі, диспепсія, гематурія, лейкоцитурія, зниження гематокриту, гіперглікемія. Іншими побічними ефектами препарату є:
- Алергічні реакції та реакції з боку шкірних покривів — шкірний висип, свербіж шкіри, еритема, синдром Стівенса-Джонсона, синдром Лаєлла, кропив'янка, гарячка, акне, анафілактичний шок, сироваткова хвороба.
- З боку травної системи — псевдомембранозний коліт, кандидоз ротової порожнини, сухість у роті блювання, стоматит, глосит, відчуття збільшення живота, жовтяниця, порушення функції печінки, гикавка, зміна кольору язика.
- З боку нервової системи — головний біль, безсоння або сонливість, запаморочення, тремор, менінгіт, погіршення пам'яті, порушення координації рухів, втрата свідомості, нервозність, ейфорія, галюцинації, розлади мислення, підвищення лібідо.
- З боку дихальної системи — фарингіт, синусити, риніт, напад бронхіальної астми, еозинофільна пневмонія, ідіопатичний інтерстиціальний пневмоніт.
- З боку сечостатевої системи — дизурія, біль у нирках, нефрит, ніктурія, поліурія, нетримання сечі, альбумінурія, гостра ниркова недостатність, вагінальний кандидоз.
- З боку серцево-судинної системи — миготлива аритмія, екстрасистолія, серцева недостатність, тахікардія.
- Інші побічні ефекти — біль у суглобах, біль у м'язах, збільшення периферичних лімфовузлів.
- Зміни в лабораторних аналізах — підвищення рівня активності у крові трансаміназ та лужної фосфатази, підвищення активності лактатдегідрогенази, підвищення рівня креатиніну і сечовини в крові, підвищення рівня білірубіну, порушення зсідання крові, лейкопенія, нейтропенія, тромбоцитопенія, тромбоцитоз, агранулоцитоз, гіперглікемія, гемолітична анемія.

## Протипоказання
Цефдиротен протипоказаний при підвищеній чутливості до препарату або інших цефалоспоринів, важкій печінковій недостатності, хворим на гемодіалізі, первинній недостатності карнітину, при одночасному застосуванні блокаторів H2-гістамінових рецепторів, дітям до 12 років. Не рекомендовано застосування препарату при вагітності та годуванні грудьми.

## Форми випуску
Цефдиротен випускається у вигляді таблеток по 0,2 і 0,4 г.